# Concepció Giol Grau
Concepció Giol Grau (Porrera, 3 de marzo de 1896 – Sant Feliu de Llobregat, 1989) fue una matrona española. Obtuvo el título de matrona en 1939 y a partir de ese momento trabajó en el Ayuntamiento de Sant Feliu de Llobregat, atendiendo las necesidades de las mujeres con menos recursos. A nivel particular también asistía a familias que le abonaban sus gastos.

## Trayectoria
Concepció Giol fue la matrona de Sant Feliu de Llobregat entre los años 1940 y 1955, ayudó a muchas de las mujeres santfeliuenses a parir a sus criaturas, en sus casas familiares, e incluso en condiciones higiénicas más deficientes (como por ejemplo en caravanas o bajo un puente). En los partos no utilizaba anestesia y llevaba como utensilios unas pinzas y tijeras para los nacimientos. Si se preveía que un parto iba a ser difícil se avisaba al médico para que pudieran hacerlo juntos, y el médico sólo asistía el parto cuando podía haber complicaciones.
Desde el 27 de marzo de 1934, que se licenció en la Facultad de Medicina de la Universidad de Barcelona, pidió la autorización al Ayuntamiento de Sant Feliu de Llobregat para trabajar como auxiliar de matrona municipal, junto con su madre Josefa Grau, sin recibir ninguna retribución a cambio. A partir de 1939 fue la matrona municipal titular y ayudó a muchas mujeres que carecían de recursos económicos. Combinaba su labor como matrona municipal con consultas privadas a familias, facilitando los partos en las casas familiares. Después de cada parto hacía seguimiento de la madre y del bebé durante unos días. También hacía el recorrido de las diferentes parteras para enseñar diversas cuestiones tales como dar de mamar y cómo limpiar y cuidar de los niños.